# Tillandsia argentina
Tillandsia argentina är en gräsväxtart som beskrevs av Charles Henry Wright. Tillandsia argentina ingår i släktet Tillandsia och familjen Bromeliaceae. Inga underarter finns listade i Catalogue of Life.